# Pfeiffer Gyula
Pfeiffer Gyula (Szombathely, 1959. március 16. –) Liszt Ferenc-díjas magyar zongora- és orgonaművész, karmester, egyetemi tanár.

## Életpályája
A Liszt Ferenc Zeneakadémián szerezte diplomáját. 1984-től az Állami Operaház tagja, 1989-től karmestere volt. Operaházi tevékenysége mellett 1989-ben a Respighi Akadémián Rómában Moshe Atzmon asszisztenseként dolgozott a karmesterképző szakon. 1990-1992 között a Győri Nemzeti Színház karmestere és a Győri Zeneművészeti Főiskola tanára volt. 1993 és 1995 között az Operaház stúdiójának zenei vezetőjeként, előadásainak karmestereként, 2000-től pedig az Interoperett karmestereként működött egészen annak megszűnéséig. 2019-től a Budapesti Operettszínház főzeneigazgatója.
Számos országban – Ausztria, Németország, Nagy-Britannia, Olaszország, Csehország, Szlovákia, Ciprus, Kuwait – vendégszerepelt karmesterként, zongora- és orgonaművészként.

## Díjai és kitüntetései
- Komor Vilmos-emlékplakett (2007)
- Liszt Ferenc-díj (2020)[6]